# 日立市立豊浦小学校
日立市立豊浦小学校（ひたちしりつとようらしょうがっこう）は、茨城県日立市折笠町741にある日立市立小学校。

## 沿革

### 年表
- 1873年8月1日 - 川尻小学校が開校[5][6]。
- 1886年 - 小学校令発布に伴い、川尻尋常小学校となる[5]。
- 1889年4月 - 豊浦尋常小学校に改称[5]。
- 1904年11月 - 砂沢分教場を開校[5]。
- 1912年 - 高等科を併設。豊浦尋常高等小学校に改称[5]。
- 1941年 - 豊浦国民学校となる[7]。
- 1947年 - 豊浦小学校となる[7]。
- 1956年9月 - 豊浦町と日立市が合併。日立市立豊浦小学校となる[7][8]。
- 1960年 - 校歌制定[7]。
- 2012年度 - 平成24年度体力づくり優秀賞を受賞[9]。
- 2013年度 - 平成25年度体力づくり優秀賞を受賞[10]。
- 2014年度
  - 授業力ブラッシュアップ研修協力校（国語）に指定[11]。
  - 平成26年度体力づくり優秀賞を受賞[12]。
- 2016年度 - 平成28年度体力づくり優秀賞を受賞[13]。
- 2017 - 2020年度 - 豊浦小学校校舎改築事業[14]。
- 2019年度 - 令和元年度体力づくり優秀賞を受賞[15]。
- 2020年8月31日 - 新校舎が完成[16]。
- 2022年11月18日 - 豊浦小学校PTAが令和4年度 優良PTA文部科学大臣表彰を受賞[17]。
- 2022年度 - 令和4年度体力づくり優秀賞を受賞[18]。

## 教育方針
（出典：）
学校教育目標
一人一人が夢を持ち 心豊かに 自ら学ぶたくましい児童の育成
組織目標
児童一人一人のよさや可能性を伸ばす教育活動を推進する～すべては子供たちのために～

## 学校行事
2013年度行事予定より
- 4月
  - 着任式・始業式
  - 入学式
  - 1年生歓迎集会
  - 家庭訪問
- 5月
  - 修学旅行
  - 4年校外学習
  - 2年校外学習
- 6月
  - プール開き
  - 1年校外学習
  - 5年宿泊学習
  - 3年校外学習
- 7月
  - 創立記念日（7月1日）
  - 終業式

- 8月
  - 登校日
  - 始業式
- 9月
  - 秋季大運動会
- 10月
  - 1年校外学習
  - 北部会親善陸上競技会
- 11月
  - 県民の日
  - 日立市小中学校音楽会
- 12月
  - 終業式

- 1月
  - 始業式
  - 県学力診断テスト
  - 新入児保護者説明会
  - 6年豊浦中体験入学
- 2月
  - 新入児体験入学
- 3月
  - 卒業証書授与式
  - 修了式
  - 離任式

## 児童会活動・クラブ活動など
- 9つのクラブが存在する[21]

## 通学区域
（出典：）
- 日立市砂沢町
- 日立市折笠町
- 日立市川尻町

## 進学先中学校
- 日立市立豊浦中学校

## 学区内の主な施設
- 日立市役所豊浦支所
- 豊浦交流センター
- 折笠スポーツ広場
- 北部学校給食共同調理場
- 茨城県立日立北高等学校
- 川尻海水浴場
- 常磐自動車道 日立北IC